# Distrito de Heide
El Distrito de Heide (en alemán: Heidekreis) es un distrito alemán ubicado el parque natural del Brezal de Luneburgo en el estado federal de Baja Sajonia. La capital del distrito es Bad Fallingbostel, la ciudad más grande es Walsrode. El distrito de Heidekreis limita al oeste con el distrito de Verden y Distrito de Rotemburgo del Wumme, al norte con el distrito de Harburgo y Luneburgo, al este con los distritos de Uelzen y Celle y al sur con la región de Hannóver y el distrito de Nienburg-Weser.

## Geografía
El distrito posee en su territorio los siguientes ríos: Aller, Böhme, Bomlitz, Grindau, Wiedau, Leine, Örtze, Wümme. Desde el punto de vista paisajístico el distrito pertenece a las comarcas de Brezal de Luneburgo y Viehbruch.

## Composición del distrito
(Recuento de habitantes del 30 de junio de 2005)

### Unión de municipios
| 1. Bad Fallingbostel, Ciudad (11.753) 2. Bispingen (6.321) 3. Bomlitz (7.146) 4. Munster, Ciudad (17.203) 5. Neuenkirchen (5.711) | 1. Schneverdingen, Ciudad (19.076) 2. Soltau, Ciudad (22.044) 3. Walsrode, Ciudad (24.433) 4. Wietzendorf (4.088) |

### Samtgemeinden
* Ubicación de la administración
| - 1. Samtgemeinde Ahlden (7.045) 1. Ahlden, (1.572) 2. Eickeloh (786) 3. Grethem (670) 4. Hademstorf (889) 5. Hodenhagen * (3.128) - 2. Samtgemeinde Rethem/Aller (4.924) 1. Böhme (975) 2. Frankenfeld (594) 3. Häuslingen (879) 4. Rethem, Ciudad * (2.476) | - 3. Samtgemeinde Schwarmstedt (12.042) 1. Buchholz (2.060) 2. Essel (1.107) 3. Gilten (1.165) 4. Lindwedel (2.446) 5. Schwarmstedt * (5.264) |

### Zonas libres de municipalidad
- Osterheide [Sitz: Oerbke] (838)